# Чепалгаш
Чепалгаш (чечен. ЧӀепалгаш) — традиционное национальное блюдо чеченцев и ингушей, в состав которого входят кефир, сода, пшеничная мука, соль, сухой домашний творог, яйцо, зелёный лук, сливочное масло.
Представляет собой закрытую лепёшку из мягкого теста с начинкой из творога и яйца, приготовленную на сухой сковороде. Подаётся под растопленным сливочным маслом. К столу чепалгаш подают обычно в подносе, из него же едят все, или в тарелке для каждого отдельно, разрезав на несколько кусков.